# Piškurji
za drug pomen glej Piškur (priimek)
Piškurji (znanstveno ime Petromyzontidae) so družina rib iz nadreda brezčeljustnic. 
Med vsemi vretenčarji imajo piškurji največje število kromosomov (164-174). 
Imajo prisesek z roževinastimi zobci, razvite oči in škržne odprtine. Njihovo ogrodje je iz hrustanca, hrbtna struna pa se jim ohrani celo življenje.